# Chiyo Miyako
Chiyo Miyako (都 千代, Miyako Chiyo), née Chiyo Sugitani (杦谷 千代, Sugitani Chiyo) le 2 mai 1901 à Yuasa (préfecture de Wakayama) au Japon et morte le 22 juillet 2018 à Yokohama (Japon) à 117 ans et 81 jours, est une supercentenaire japonaise, doyenne de l'humanité en 2018 jusqu'à sa mort le 22 juillet de la même année.

## Biographie
Chiyo Miyako vivait à Nishi-ku (Yokohama) dans la préfecture de Kanagawa.
Elle a été reconnue par un groupe de recherche en gérontologie le 3 août 2015 comme la personne la plus âgée de la préfecture de Wakayama depuis la mort de Kiyoko Ishiguro le 5 décembre 2015.
Elle a été la dernière personne encore vivante à être née en 1901 et la première doyenne de l’humanité née au XXe siècle.
Elle devient la doyenne de l'humanité le 21 avril 2018, après la mort de la supercentenaire japonaise Nabi Tajima, morte à 117 ans.
Chiyo Miyako meurt le 22 juillet 2018 et Kane Tanaka lui succède comme doyenne de l’humanité.